# Nisipitu, Suceava
Nisipitu este un sat în comuna Ulma din județul Suceava, Bucovina, România.

## Recensământul din 1930
Componența etnică a satului Nisipitu
     Români (6,9%)
     Ruteni (11,2%)
     Evrei (3%)
     Germani (2,4%)
     Huțuli (76,5%)
Componența confesională a satului Nisipitu
     Ortodocși (85,4%)
     Romano-catolici (2,2%)
     Mozaici (3%)
     Greco-catolici (9,4%)
Conform recensământului efectuat în 1930, populația satului Nisipitu se ridica la 531 locuitori. Majoritatea locuitorilor erau huțuli (76,5%), cu o minoritate de germani (2,4%), una de evrei (3,0%), una de ruteni (11,2%) și una de români (6,9%). Din punct de vedere confesional, majoritatea locuitorilor erau ortodocși (85,4%), dar existau și romano-catolici (2,2%), mozaici (3,0%) și greco-catolici (9,4%).
 Acest articol despre o localitate din județul Suceava este deocamdată un ciot. Puteți ajuta Wikipedia prin completarea lui.